# Phyllachora lacrimiformis
Phyllachora lacrimiformis är en svampart som beskrevs av Ullasa 1969. Phyllachora lacrimiformis ingår i släktet Phyllachora och familjen Phyllachoraceae.   Inga underarter finns listade i Catalogue of Life.